# Oborniki Śląskie
Oborniki Śląskie est une ville du sud-ouest de la Pologne. Elle est située dans la partie nord-est de la voïvodie de Basse-Silésie et fait partie du Powiat de Trzebnica.

## Histoire
De 1742 à 1945, Obernigk fait partie de l'arrondissement de Trebnitz dans le district de Breslau au sein de la province de Silésie.